# 로버트 엘렌스타인

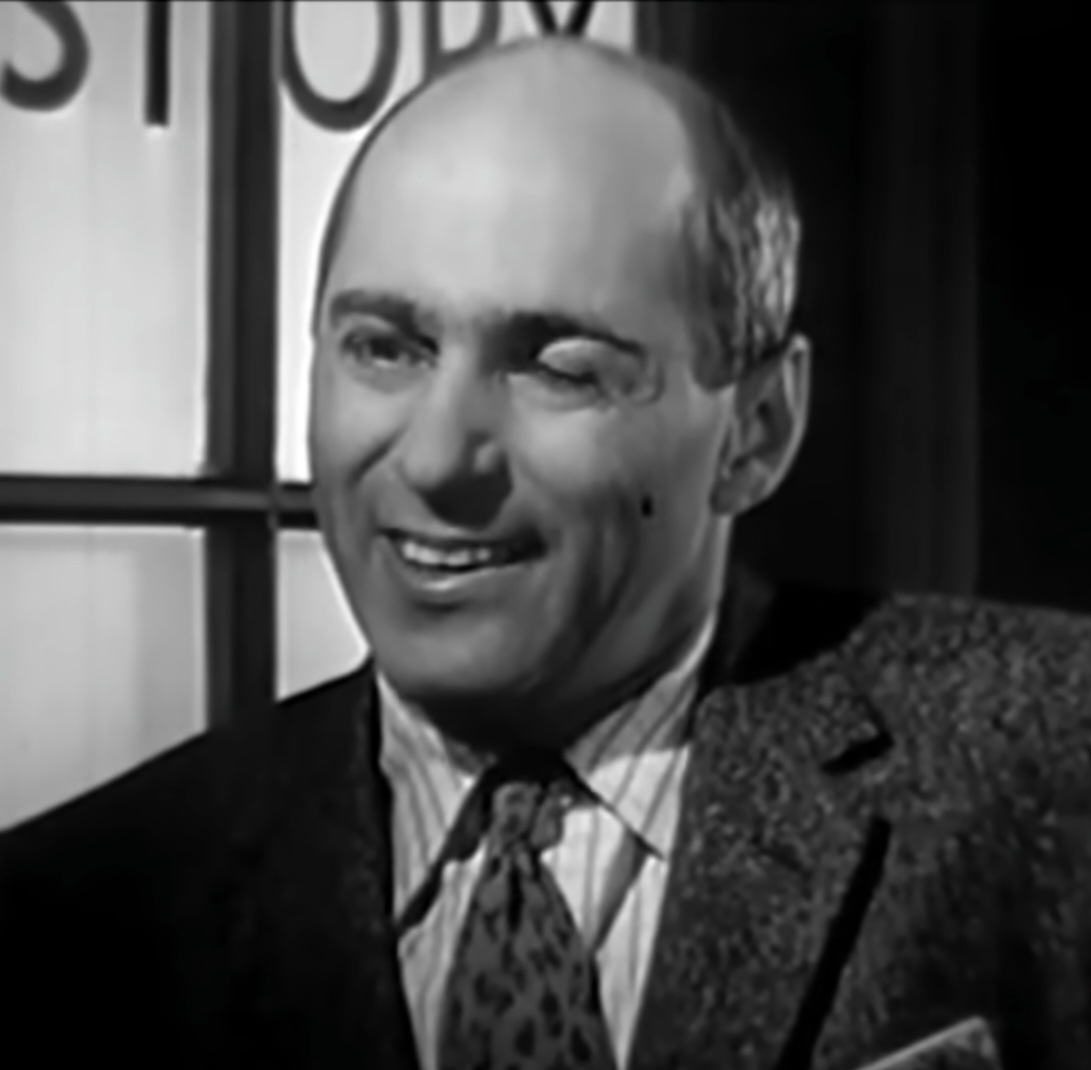

로버트 엘런스타인(Robert Ellenstein, 1923년 6월 18일 ~ 2010년 10월 28일)은 미국의 배우이다.
뉴어크에서 태어났다.

## 출연 작품
- 스타 트랙 4 - 귀환의 항로 (1986년)
- 백만장자 브루스터 (1985년)
- 드라큐라 도시로 가다 (1979년)
- 수사관 맥클라우드 (1970년)
- 닥터 웰비 (1969년)
- 라일라 클레어의 전설 (1968년)
- 서부를 향해 달려라 (1965년)
- 전투 (1962년)
- 추격 (1959년)
- 북북서로 진로를 돌려라 (1959년)
- 패션 전쟁 (1957년)
- 블루문 특급 - 파일롯 (1985년)
- 결단의 3시 10분 (1957년) - 어니 역
- 사악한 경찰 (1954년)

### 텔레비전
- 페리 메이슨 (1957-60)
- 첩보원 0011 (1965-67)
- 아이언사이드 (1967-71)
- 제5전선 (1969-72)
- 특수기동대 (1975)